# Bystrzyno Wielkie
Bystrzyno Wielkie – jezioro na Wysoczyźnie Łobeskiej, położone w woj. zachodniopomorskim, w powiecie świdwińskim, w gminie Świdwin. Powierzchnia jeziora wynosi 54,4 ha. Maksymalna głębokość Bystrzyna Wielkiego wynosi 7,2 m, a średnia głębokość 2,8 m. Objętość wody w zbiorniku obejmuje 1530,0 tys. m³.
W 2004 roku dokonano badań jakości wód Bystrzyna Wielkiego, dzięki którym stwierdzono II klasę czystości wód jeziora oraz III kategorię podatności na degradację biologiczną.
W typologii rybackiej jest jeziorem sandaczowym.
Od południowego brzegu z jeziora wypływa dopływ rzeki Regi. Na zachód od Bystrzyna Wielkiego znajduje się jezioro Bystrzyno Małe.
W 1950 roku wprowadzono urzędowo nazwę Wielkie Bystrzyno, zastępując poprzednią niemiecką nazwę jeziora – Große Beustriner See.